# More ABBA Gold: More ABBA Hits
Albums de ABBA
ABBA Gold: Greatest Hits
(1992) Thank You for the Music
(1994)
More ABBA Gold: More ABBA Hits est une compilation du groupe suédois ABBA, sortie chez PolyGram en 1993.
Cet album, conçu comme un suivi de la compilation ABBA Gold: Greatest Hits qui connaissait un gros succès et s'était vendue à plusieurs millions d'exemplaires, contenait une autre vingtaine de titres du groupe. Cette fois, c'étaient les hits moins populaires et autres chansons notables.

## Liste des pistes
Toutes les chansons sont écrites et composées par Björn Ulvaeus et Benny Andersson (sauf indication contraire)..
| 1.  | Summer Night City            |                                                      |                  |  |
| 2.  | Angeleyes                    |                                                      |                  |  |
| 3.  | The Day Before You Came      |                                                      |                  |  |
| 4.  | Eagle                        |                                                      |                  |  |
| 5.  | I Do, I Do, I Do, I Do, I Do | Andersson, Stig Anderson, Ulvaeus                    |                  |  |
| 6.  | So Long                      |                                                      |                  |  |
| 7.  | Honey, Honey                 | Andersson, Anderson, Ulvaeus                         |                  |  |
| 8.  | The Visitors                 |                                                      |                  |  |
| 9.  | Our Last Summer              |                                                      |                  |  |
| 10. | On and On and On             |                                                      |                  |  |
| 11. | Ring Ring                    | Andersson, Anderson, Ulvaeus, Neil Sedaka, Phil Cody | version anglaise |  |
| 12. | I Wonder (Departure)         | Andersson, Anderson, Ulvaeus                         |                  |  |
| 13. | Lovelight                    |                                                      |                  |  |
| 14. | Head over Heels              |                                                      |                  |  |
| 15. | When I Kissed the Teacher    |                                                      |                  |  |
| 16. | I Am the City                |                                                      | chanson inédite  |  |
| 17. | Cassandra                    |                                                      |                  |  |
| 18. | Under Attack                 |                                                      |                  |  |
| 19. | When All Is Said and Done    |                                                      |                  |  |
| 20. | The Way Old Friends Do       |                                                      |                  |  |